# Mesocyclops leuckarti
Mesocyclops leuckarti är en kräftdjursart som först beskrevs av Claus 1857.  Mesocyclops leuckarti ingår i släktet Mesocyclops, och familjen Cyclopidae. Det är osäkert om arten förekommer i Sverige.